# Zelenogradsk
Zelenogradsk (en ruso: Зеленоградск, RU-Zelenogradsk.oggⓘ), conocida de manera oficial hasta 1946 como Cranz (en alemán: Cranz, De-Cranz.oggⓘ; en lituano: Krantas, en polaco: Koronowo) es una ciudad situada en la costa del mar Báltico, que forma parte y es el centro administrativo del distrito de Zelenogradsk en el óblast de Kaliningrado, Rusia.  Posee una población de 13.015 habitantes (resultados preliminares del censo de 2010).
La ciudad es un centro turístico y balneario de fines de semana para los vacacionistas de Kaliningrado

## Geografía
Zelenogradsk se sitúa en la península de Sambia, cerca del istmo de Curlandia, en la orilla del mar Báltico. Se encuentra a 34 km de Kaliningrado, la capital del óblast.

### Clima
El clima es templado, de transición de marítimo a continental. Los inviernos son templados (la temperatura media de enero es de -3 °C), el verano es moderadamente cálido (la temperatura media de julio es de 17 °C). La temperatura media del agua de mar en verano es de 16,5 a 17 °C, pero también alcanza los 21-22 °C. Las precipitaciones son de unos 800 mm anuales, principalmente en verano. El número de horas de sol es de unas 2000 al año.

## Historia

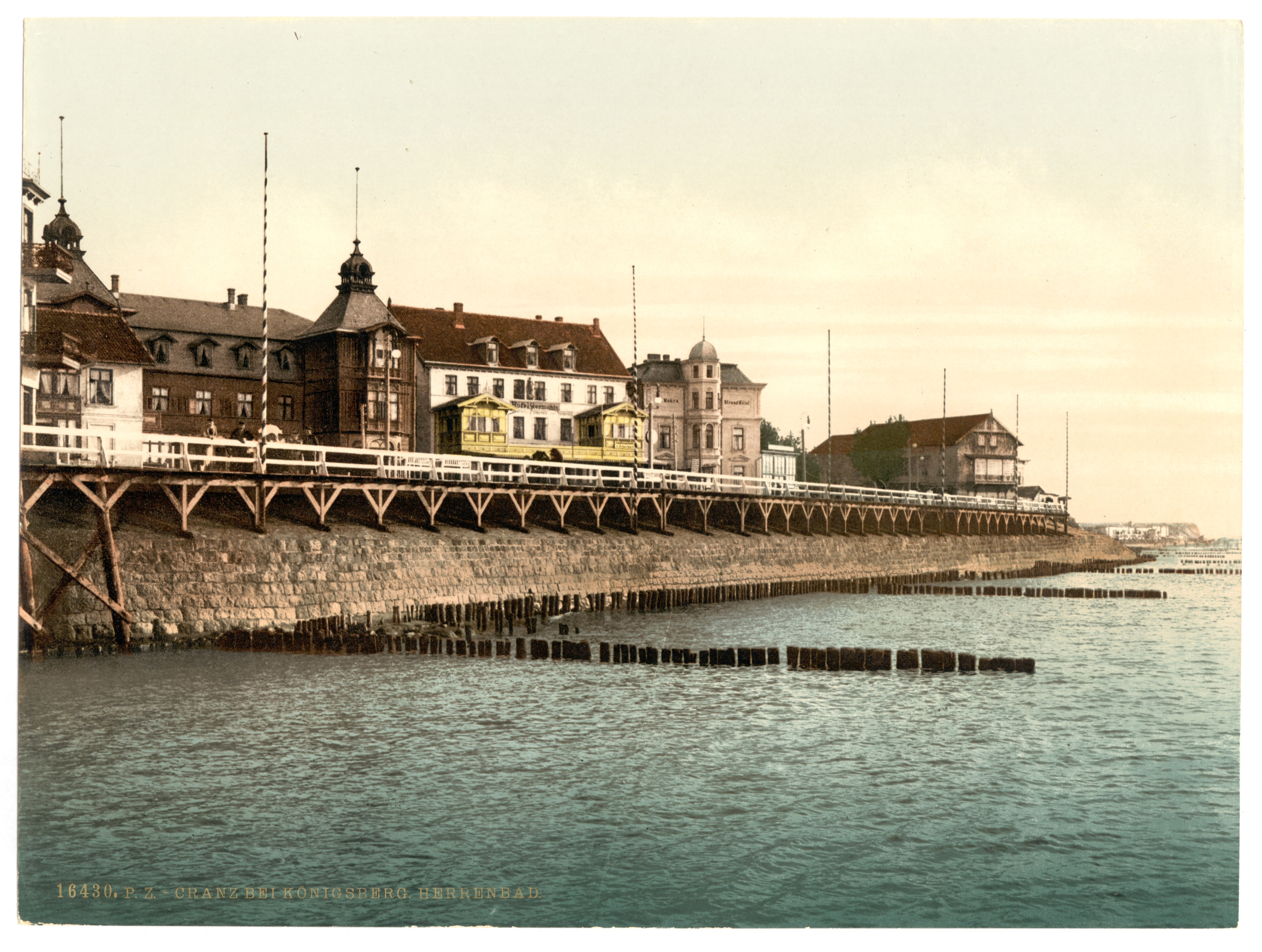
Cranz (1900)

El sitio de Zelenogradsk de hoy era originalmente un pueblo de pescadores prusianos, en las proximidades de Kaup, una ciudad prusiana en la costa del mar Báltico en la era vikinga. El área pasó a ser controlada por la Orden Teutónica y se pobló con alemanes. El nombre alemán Cranz, originalmente Cranzkuhren, deriva de la palabra del idioma prusiano antiguo krantas, que significa "la costa". Durante la mayor parte de su historia, siguió siendo un pequeño pueblo en Prusia Oriental.
El balneario de Cranz fue fundado en 1816 por iniciativa del médico de Königsberg Friedrich Christian Kessel (1765-1844). Durante el siglo XIX, Cranz se convirtió en el principal balneario del reino de Prusia en la costa de Prusia Oriental, especialmente después de la construcción de una línea ferroviaria que la conectaba con Königsberg (ahora Kaliningrado) en 1885. De 1816 a 1895, fue conocida como "el balneario real" (das königliche Bad). En 1908, se registraron aquí 13.277 visitantes, en su mayoría prusianos y silesios orientales y occidentales, pero también muchos polacos y rusos (en su mayoría de origen judío). A pesar del creciente número de turistas, la industria pesquera se mantuvo fuerte; la platija ahumada era un manjar regional. Aunque Cranz tenía más de 6.000 habitantes al comienzo de la Segunda Guerra Mundial, nunca recibió un estatuto de ciudad.
El área fue invadida por el Ejército Rojo soviético durante la Segunda Guerra Mundial y anexionada a la RSFS de Rusia, aunque sufrió mínimamente durante la guerra. La población alemana huyó durante la evacuación de Prusia Oriental o fue posteriormente expulsada por la fuerza. Cranz pasó a llamarse Zelenogradsk en 1946 y se le otorgó el estatus de ciudad en los años siguientes. Tras el colapso de la Unión Soviética, la ciudad pasó a formar parte de la Federación Rusa.

## Demografía
En el pasado la mayoría de la población estaba compuesta por alemanes, pero tras el fin de la Segunda Guerra Mundial fueron expulsados a Alemania y se repobló con rusos.
| Gráfica de evolución de Zelenogradsk entre 1816 y 2010 |
|                                                        |

## Economía
La industria del turismo se descuidó durante la Guerra Fría y la primacía del turismo de Zelenogradsk en tiempos alemanes pasó a la cercana Svetlogorsk (antigua Rauschen). Esta política cambió en los últimos años y Zelenogradsk se está volviendo más popular entre los vacacionistas rusos. Hoy en día, muchos rusos ricos poseen casas privadas en el área.

## Infraestructura

### Arquitectura y monumentos

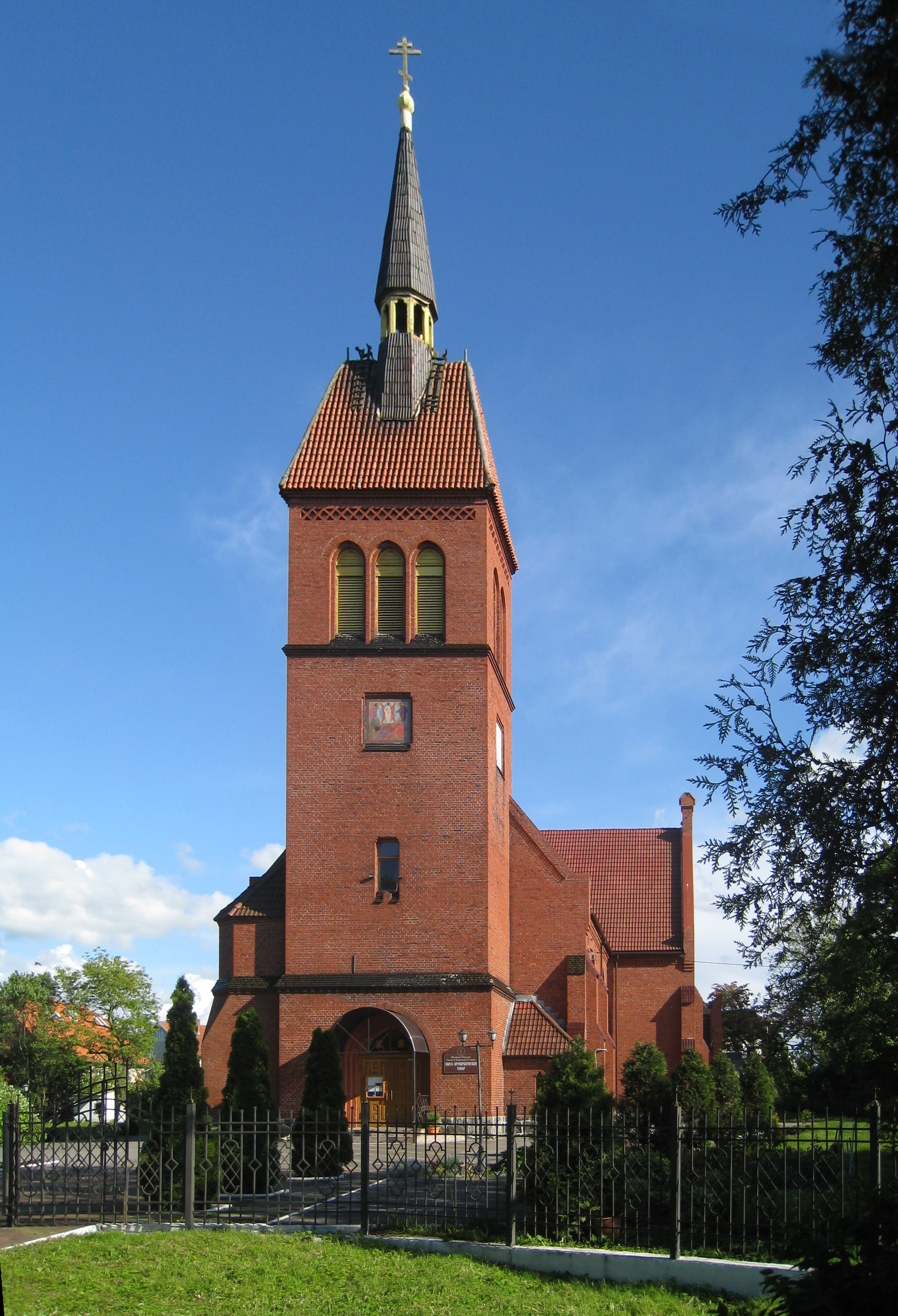
Catedral de Zelenogradsk

La apariencia arquitectónica de Cranz tomó forma en la segunda mitad del siglo XIX y la primera mitad del siglo XX. La mayoría de los edificios pertenecen al Jugendstil (Art Nouveau alemán), también hay edificios con elementos de otros estilos, como el neogótico y el neoclasicismo, lo que le da a la arquitectura de la ciudad un toque de eclecticismo. Algunos de los más notables son la estación de trenes (fundada en 1885), que apenas ha sufrido cambios; el antiguo edificio administrativo del resort Kranz, en estilo Jugendstil; la antigua oficina de correos, de estilo neogótico; el antiguo Kurhaus o la torre de agua de 1904, de 40 m de altura.
Las vistas del resort son un hermoso paseo marítimo, un paseo de la ciudad con una larga playa, un muelle de 150 metros y un gran parque que se funde con un gran bosque de pinos en las afueras de la ciudad. Desde las afueras de la ciudad comienza el parque nacional del Istmo de Curlandia, incluido en la lista de monumentos naturales de la Unesco.
En la ciudad quedan bastantes iglesias como son la catedral de Zelenogradsk (construida en 1896 como la iglesia luterana de San Adalberto, St. Adalbertskirche, y ortodoxa rusa desde 1995), o la iglesia de San Andrés Apóstol de Zelenogradsk, un antiguo templo católico fundado en 1903 por Paul Lauffer.

### Transporte
La ciudad está conectada con Kaliningrado y el sur de Sambia por la carretera nacional A191. Debido a la sobrecarga de esta importante conexión con el balneario del mar Báltico, en 2009 se abrió al tráfico una conexión moderna y más rápida: el Primorskoye Kolzo (anillo costero), que algún día debería conectar todas las ciudades portuarias y de baño del mar Báltico. Hay un servicio de autobús diario (desde Kaliningrado) a través del istmo de Curlandi y Nida hasta Klaipėda y viceversa.
La línea férrea Kaliningrado-Zelenogradsk-Primorsk conecta Zelenogradsk con la capital del óblast como nudo ferroviario.

## Personas destacadas
- Carl Steffeck (1818-1890) pintor.
- Adolf Tortilowicz von Batocki-Friebe (1868-1944) político y noble alemán que fue gobernador de Prusia Oriental (1914-1916 y 1918-1919) y presidente de la Oficina Imperial Alimentaria de Guerra.
- Abel Ehrlich (1915-2003) compositor israelí, ganador del Premio Israel (1997).
- Beate Uhse-Rotermund (1919-2001) aviadora y empresaria alemana, única mujer piloto de acrobacias de Alemania en la década de 1930 y fundadora del primer sex shop del mundo.
- Volker Lechtenbrink (1944-2021) actor alemán con roles importantes como en películas como El puente.

## Galería

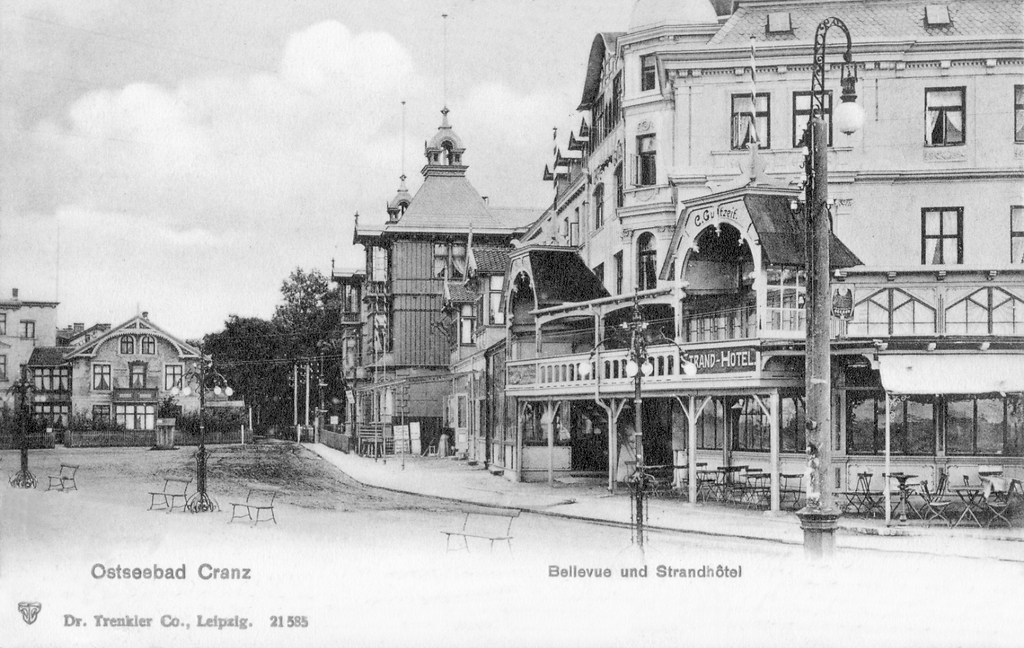
Bellevue y Standhotel, en la antigua Cranz
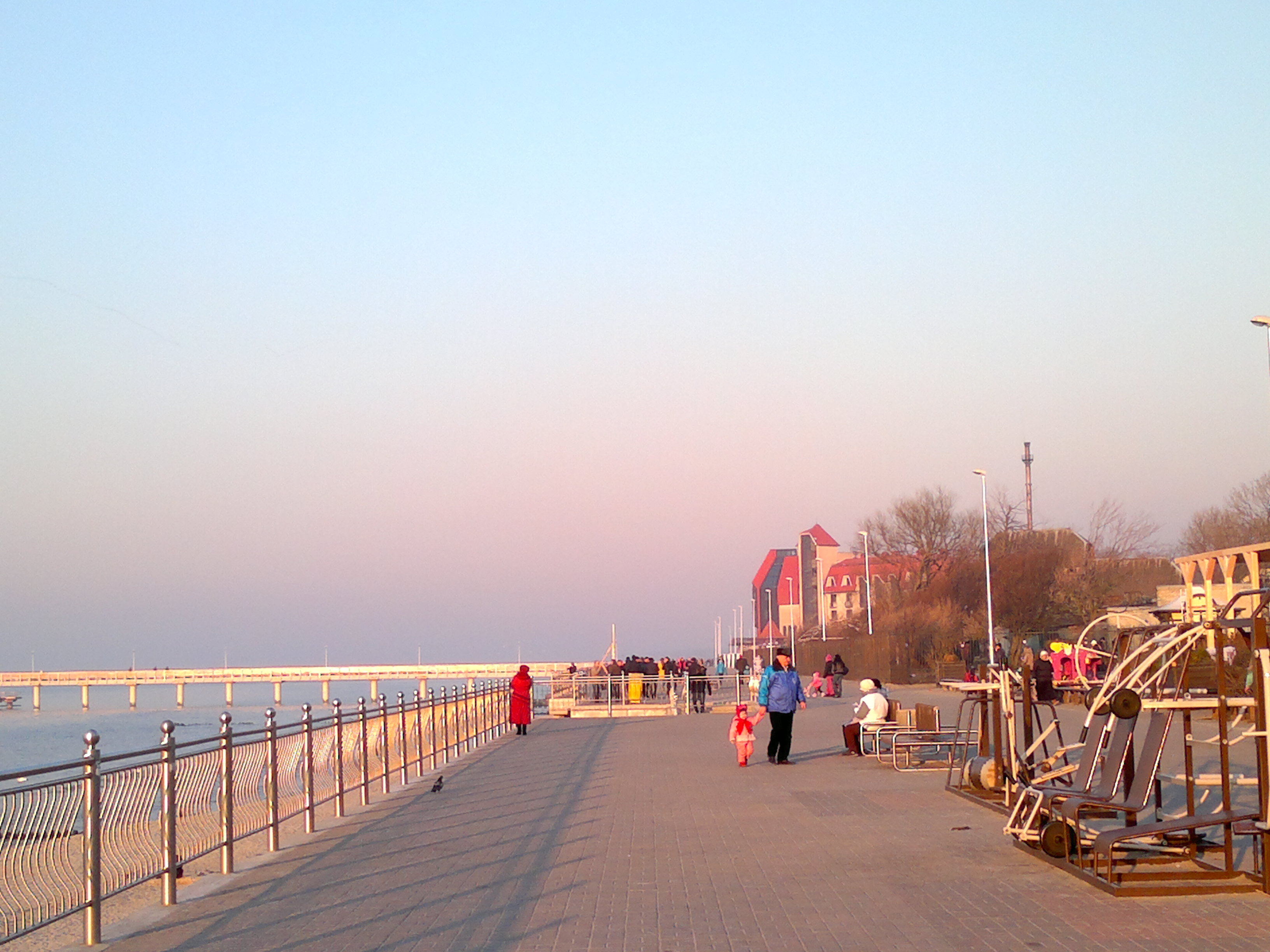
Paseo marítimo de Zelenogradsk
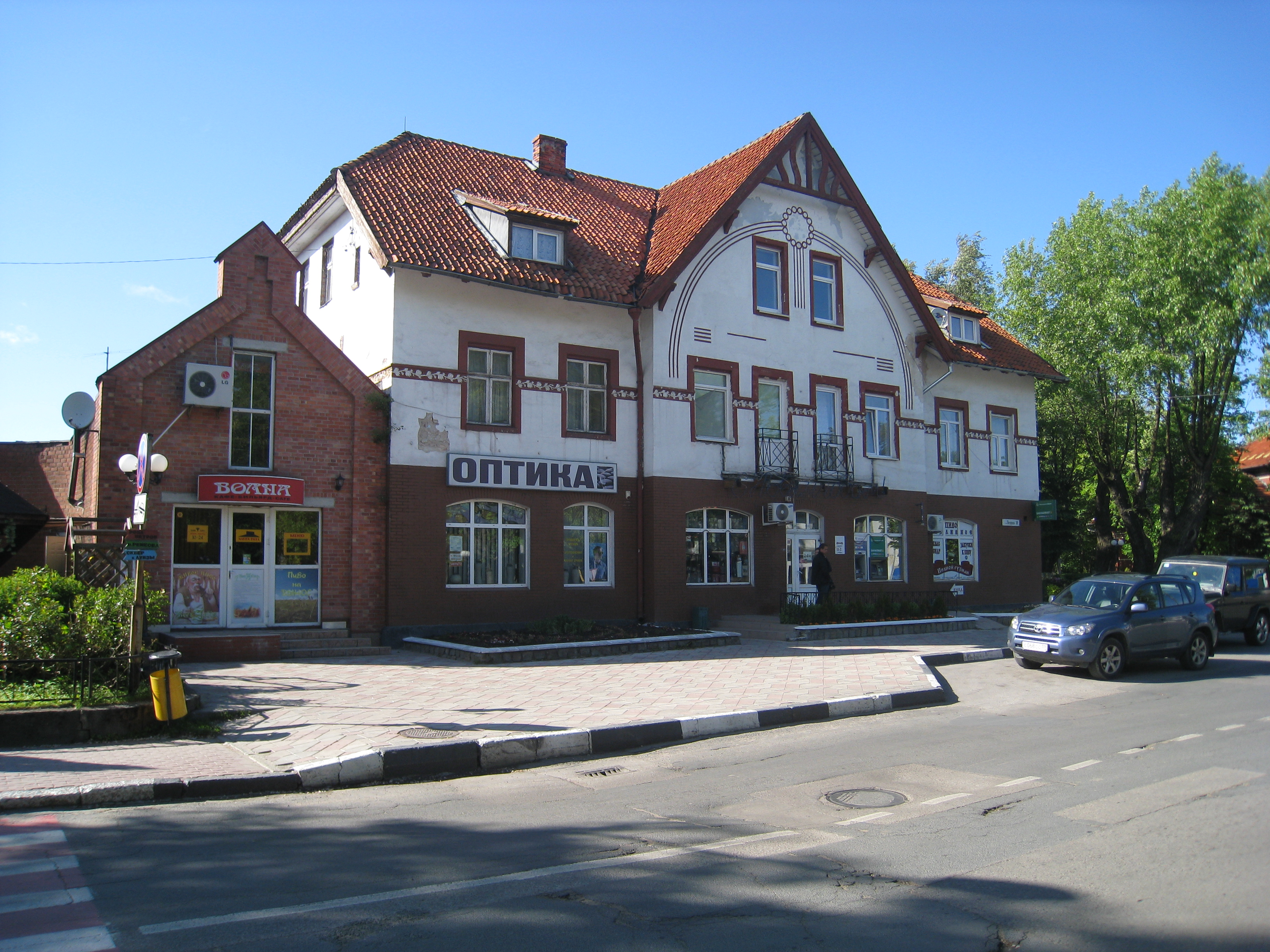
Tienda en la calle Lenin
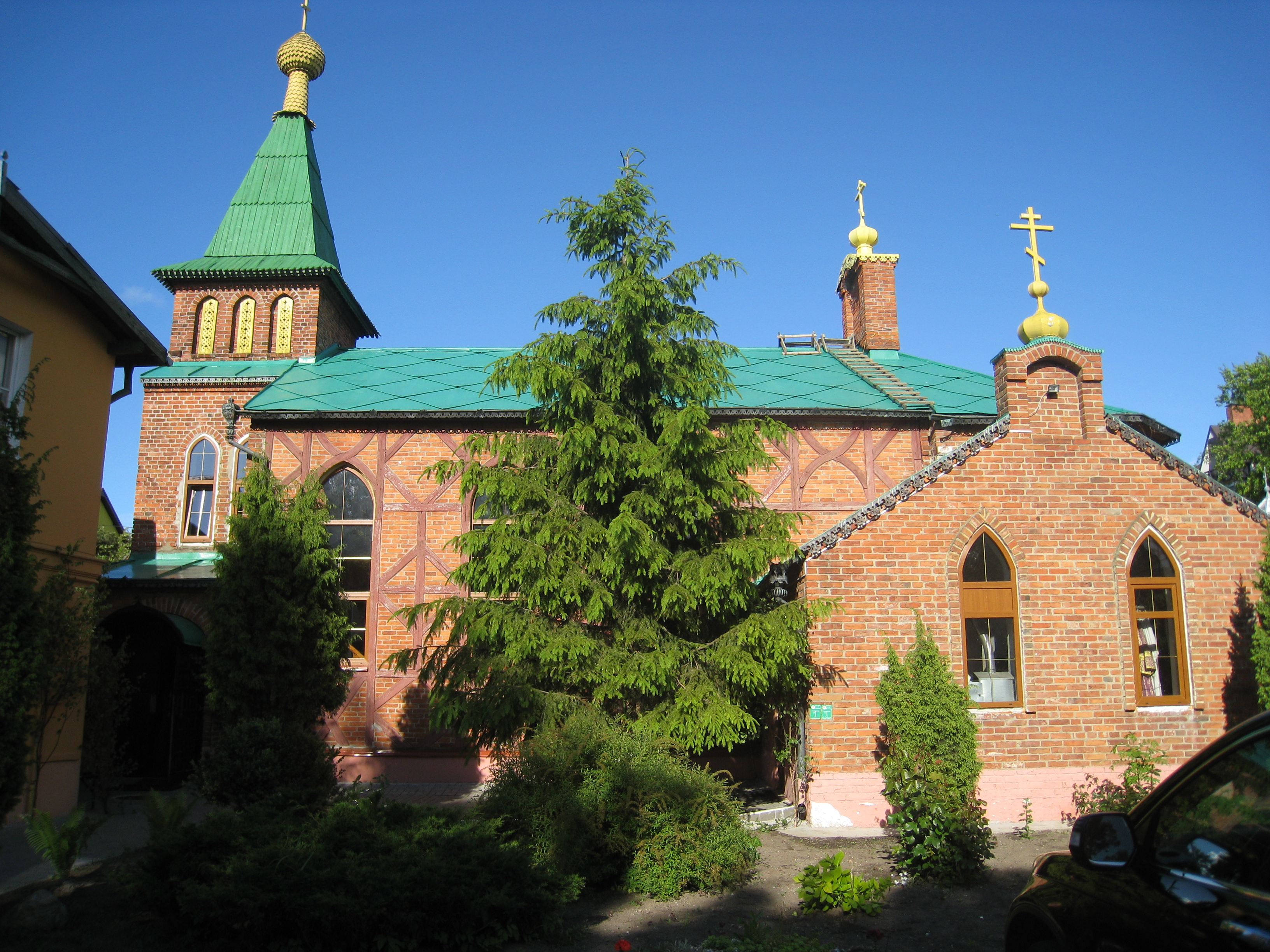
Antigua iglesia de San Andrés Apóstol
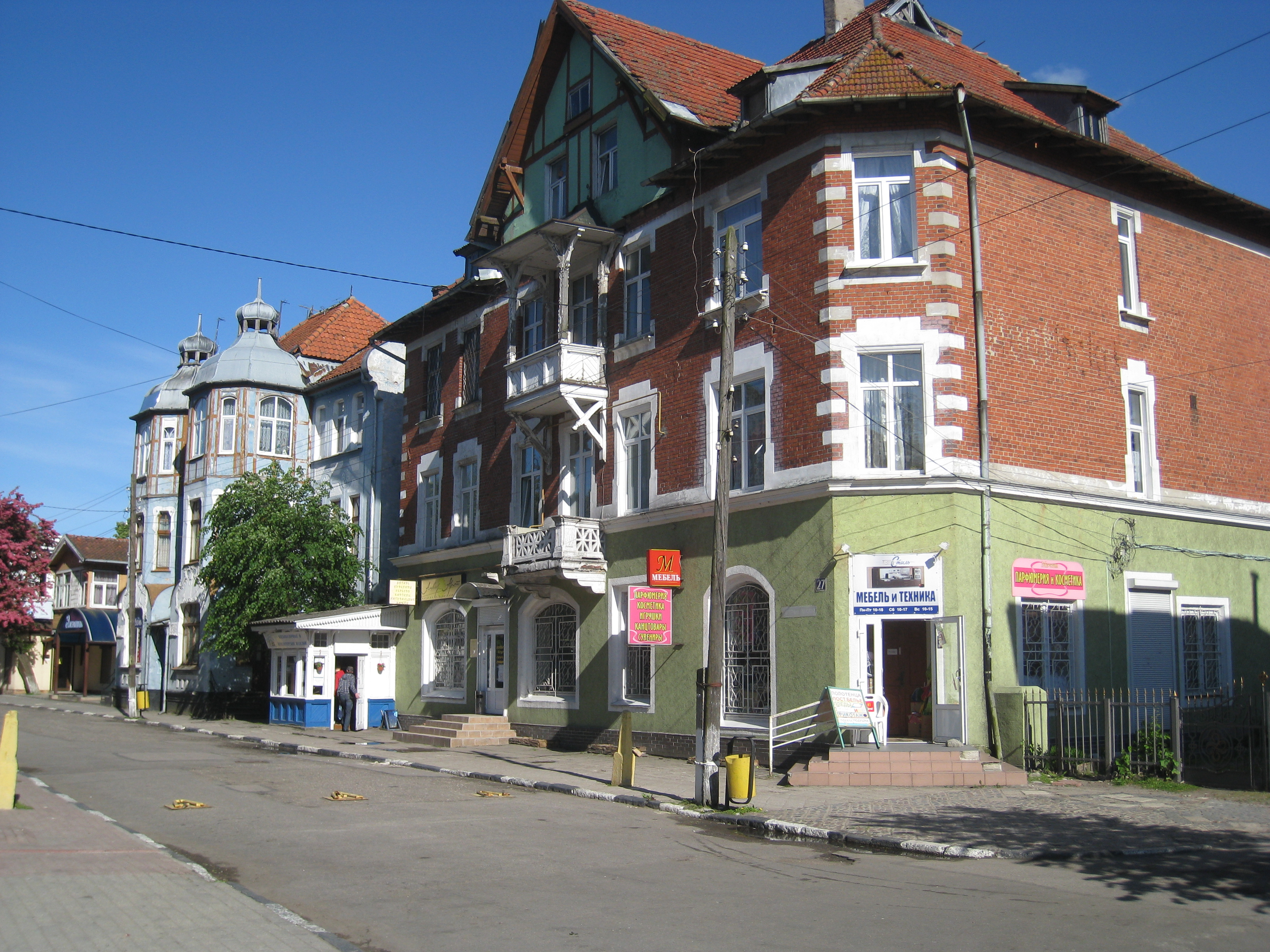
Kurortnyy prospekt (Avenida balneario)
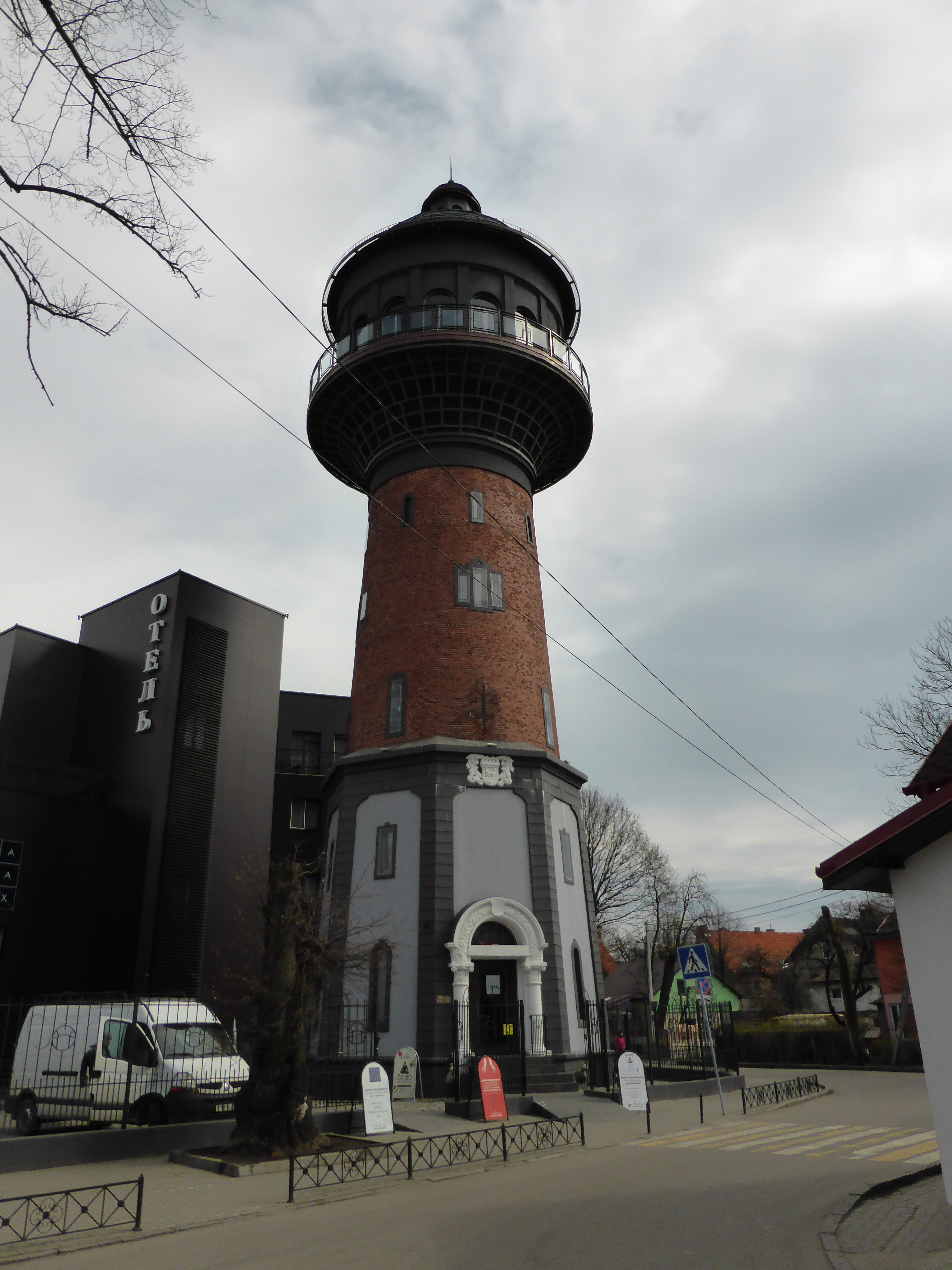
Torre de agua de Zelenogradsk

## Ciudades hermanadas
Zelenogradsk está hermanada con las siguientes ciudades:
- Braniewo, Polonia (hasta 2022, debido a la invasión rusa de Ucrania).[6]
- Łeba, Polonia
- Borgholm, Suecia